# 綠翅茶斑尺蛾
綠翅茶斑尺蛾（学名：Tanaoctenia haliaria）又稱焦斑叉線青尺蛾，是尺蛾科茶斑尺蛾屬下的一個種，分布於中國（西藏與南嶺都有紀錄）、尼泊爾、台灣、印度東北部與緬甸的低中海拔山區。

## 辨識特徵
翼展約 3.1 至 4.5 公分。翅面綠色，前後翅各有一條白色的橫帶，停棲時兩翅相連。雄蛾前翅的褐色斑點較大；後翅有2枚緊鄰的褐斑，雌蛾則沒有，雄蛾前翅前緣及後緣具褐色的邊線，雌蛾為白綠色。

## 標本影像

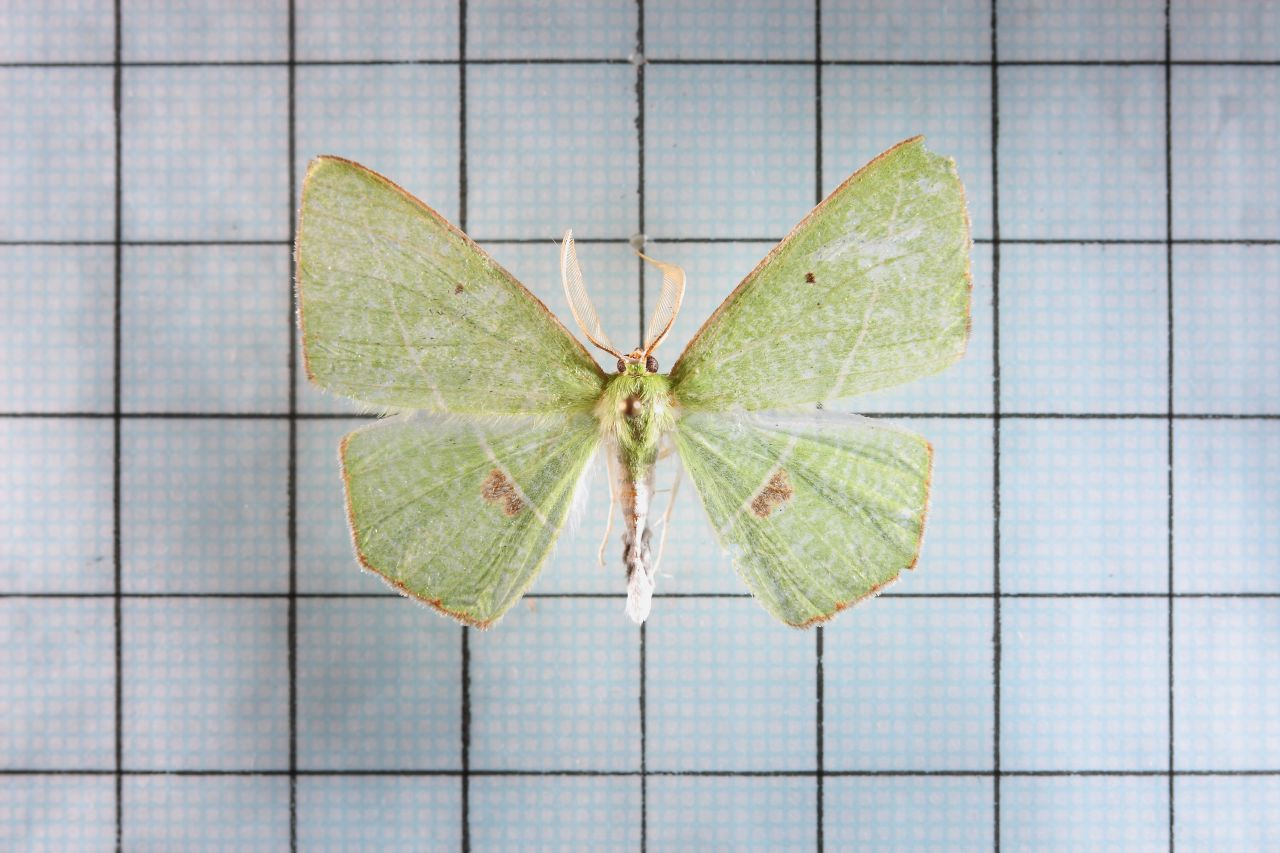
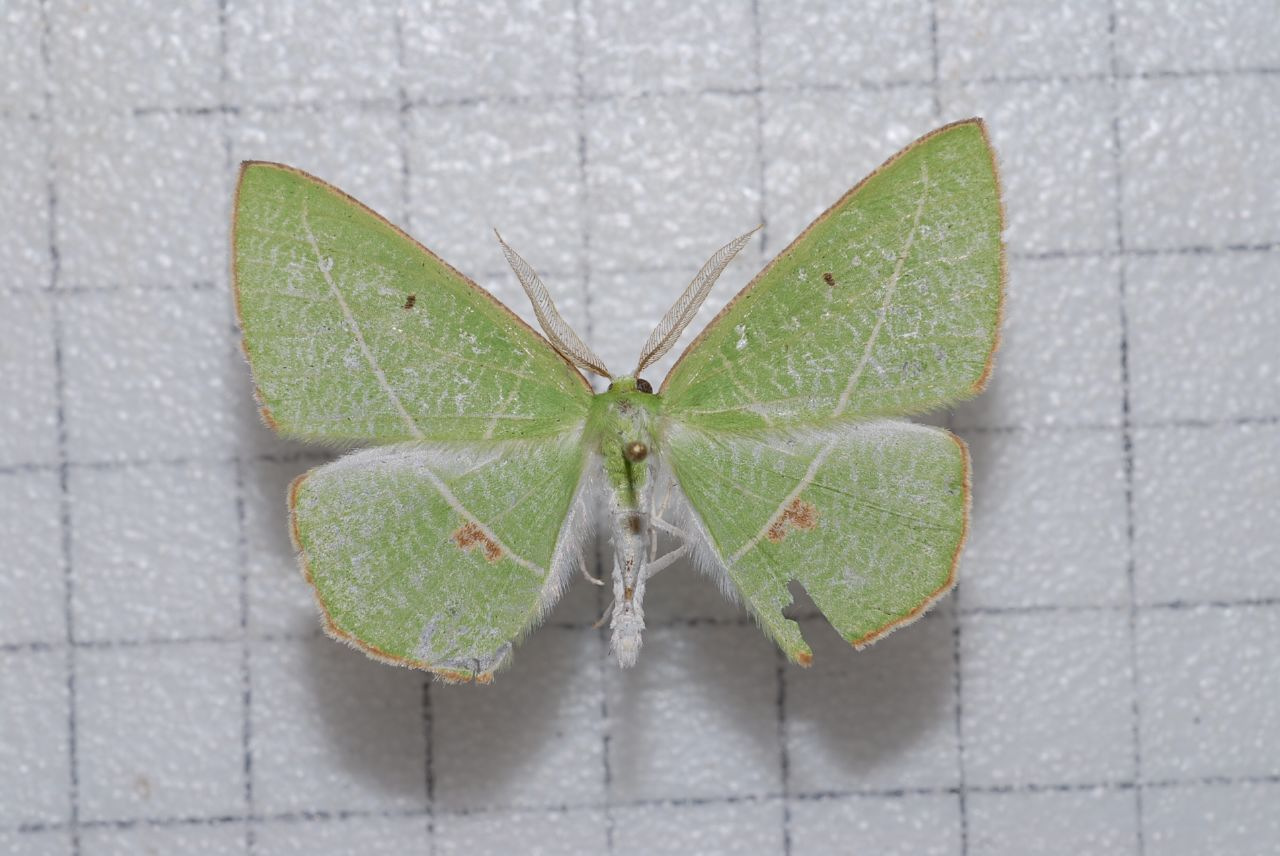
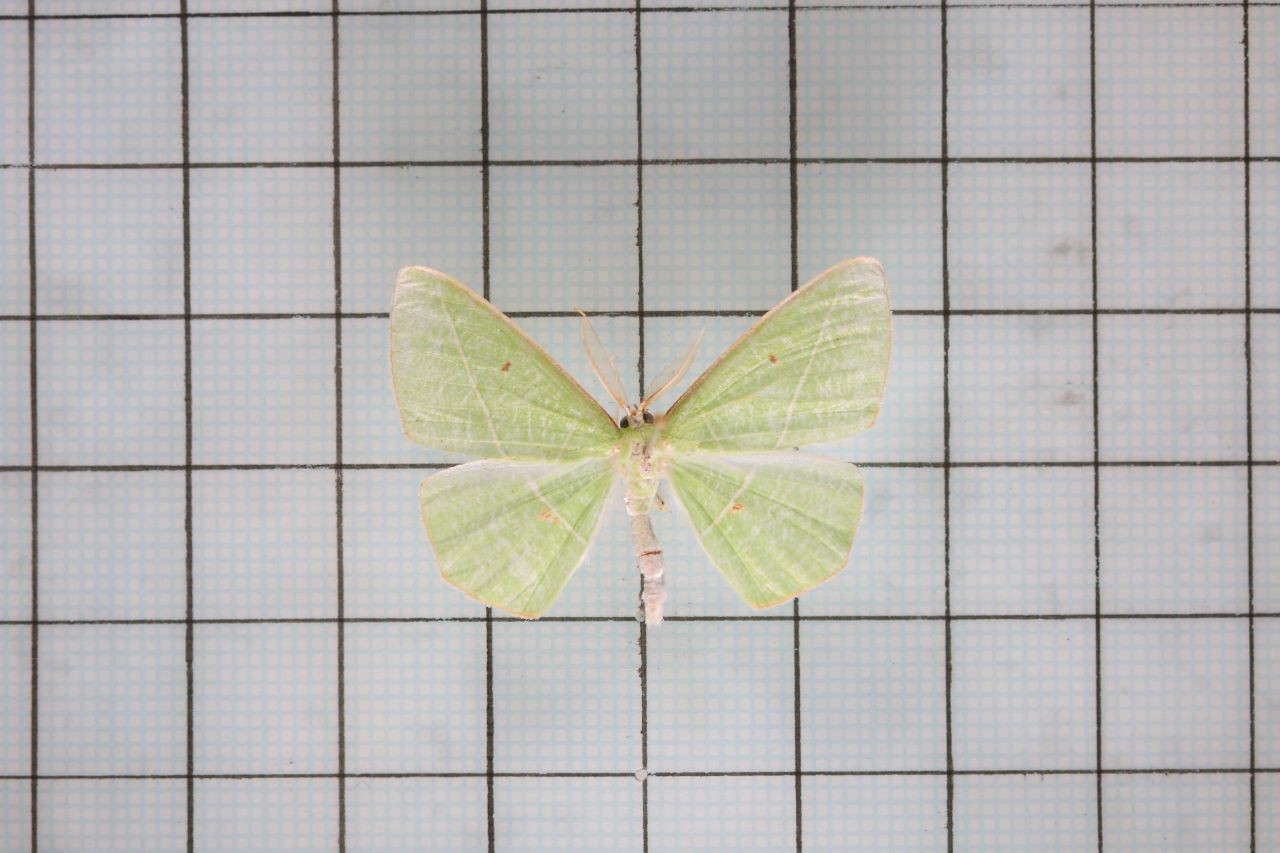

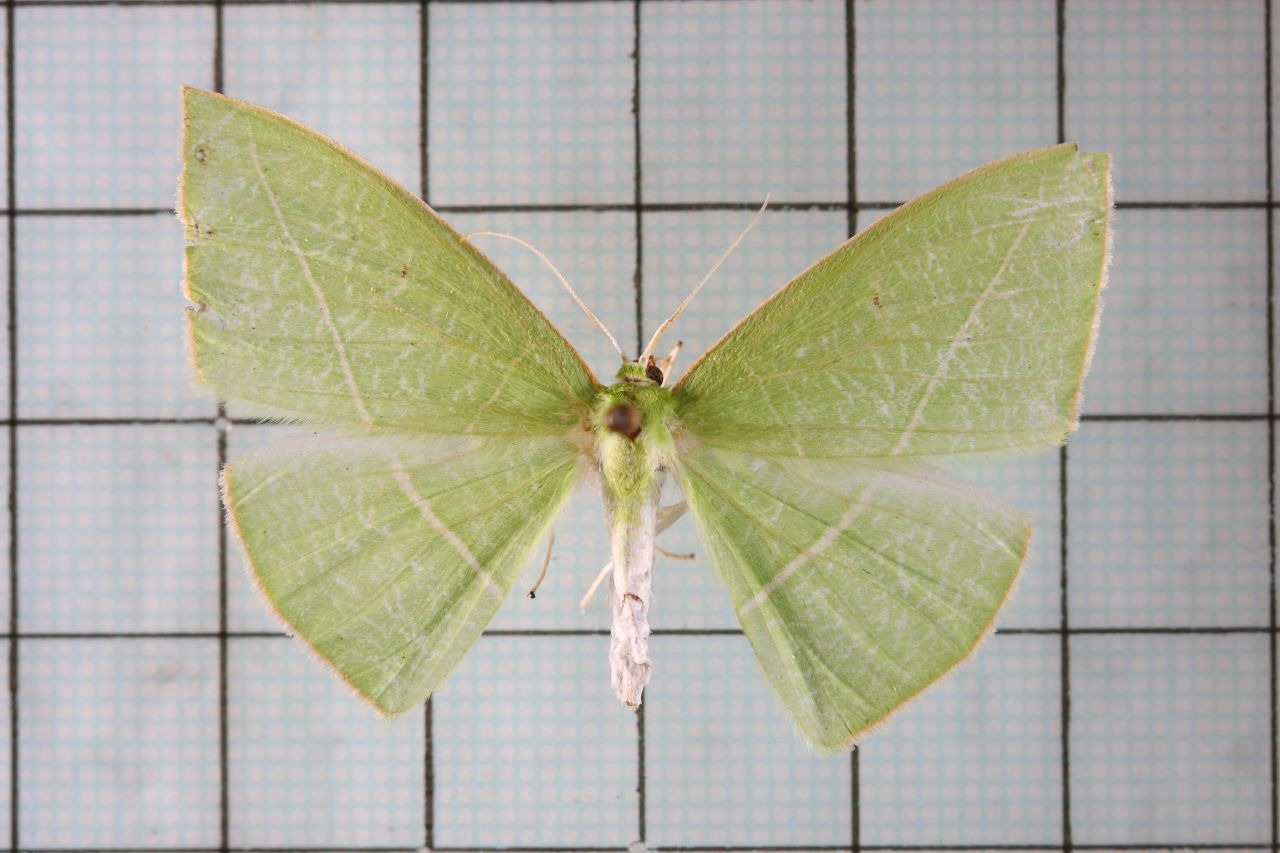
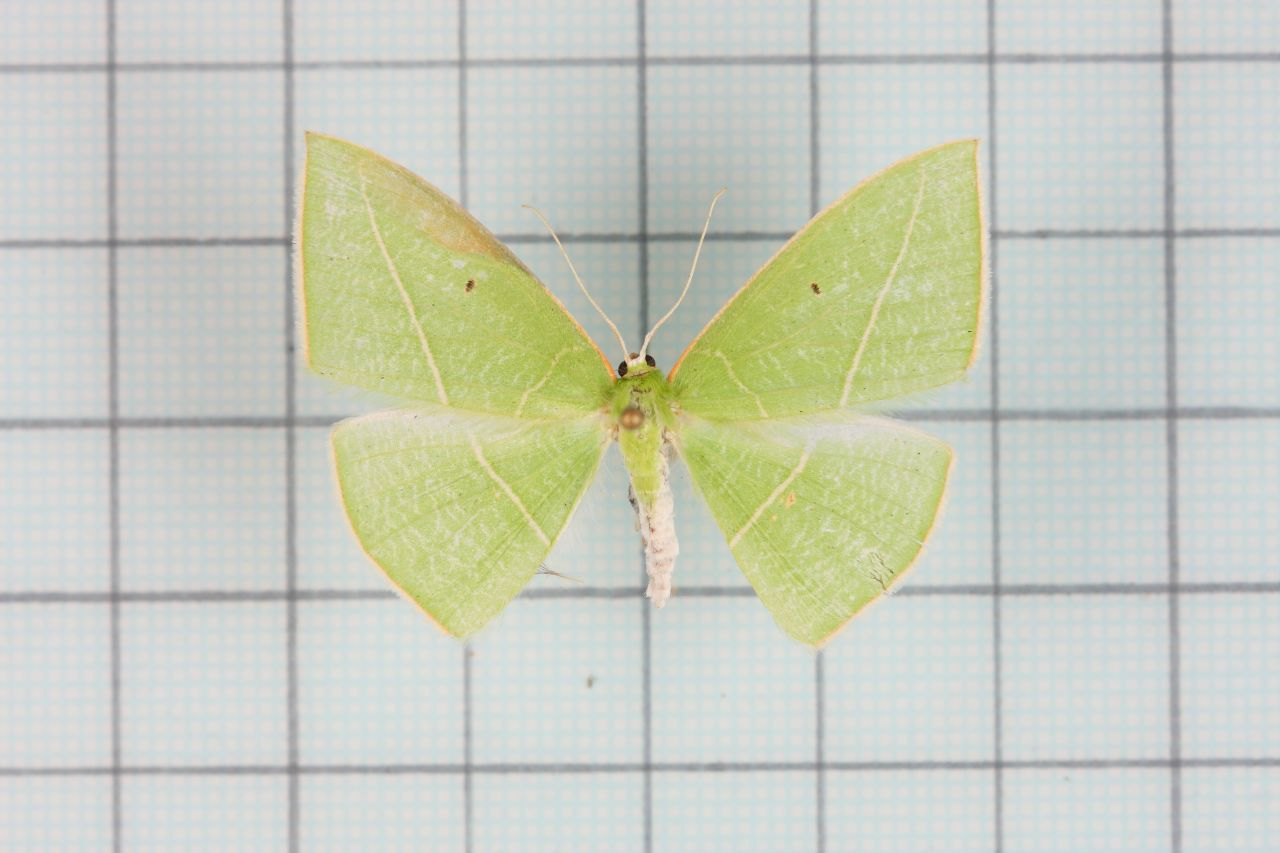
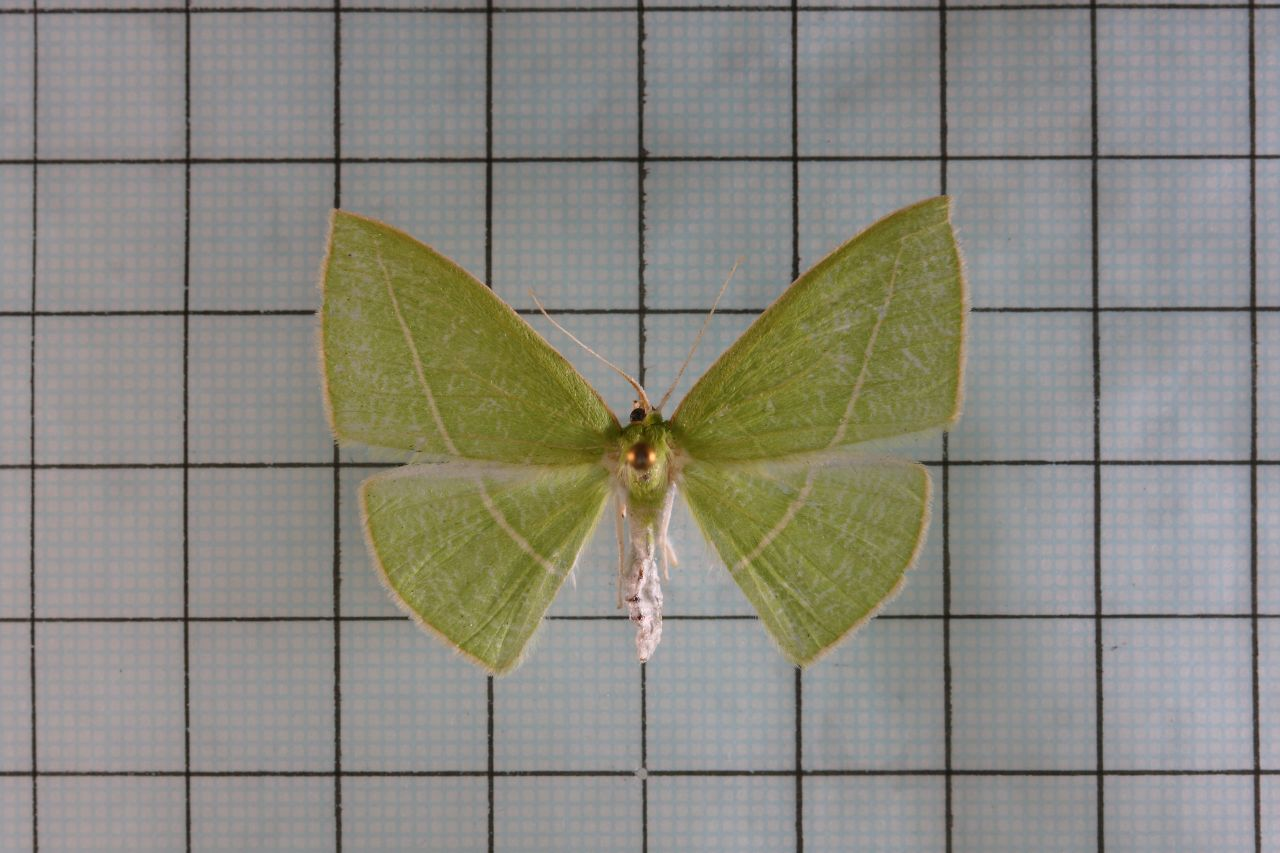

- 雄蛾

- 雌蛾

## 扩展阅读
維基物種上的相關：綠翅茶斑尺蛾